# فرودگاه صحرایی نیروی دریایی نومنزلند
 فرودگاه صحرایی نیروی دریایی نومنزلند (به انگلیسی: No Man's Land Navy Airfield) یک فرودگاه نظامی است که یک باند فرود خاک دارد و طول باند آن ۱۰۸۵ متر است. این فرودگاه در کشور ایالات متحده آمریکا قرار دارد .